# Млинек-Несьвінський
Млинек-Несьвінський (пол. Młynek Nieświński) — село в Польщі, у гміні Конське Конецького повіту Свентокшиського воєводства.
Населення — 421 особа (2011).
У 1975-1998 роках село належало до Келецького воєводства.

## Демографія
Демографічна структура на день 31 березня 2011 року:
|          | Загалом | Допрацездатний вік | Працездатний вік | Постпрацездатний вік |
| -------- | ------- | ------------------ | ---------------- | -------------------- |
| Чоловіки | 208     | 36                 | 151              | 21                   |
| Жінки    | 213     | 40                 | 126              | 47                   |
| Разом    | 421     | 76                 | 277              | 68                   |